# Toni Kukoč
Toni Kukoč (Split, 1968. szeptember 18. –) horvát kosárlabdázó.

## Pályafutása
A 207 cm magas játékos a Szvetiszlav Pesics edző keze alatt játszó bombaerős junior-válogatottal lett először bajnok az 1987-es junior vb-n Bormióban. Gyakorlatilag minden poszton bevethető volt, hihetetlen pontossággal dobta a triplákat is. A Chicago Bulls legnagyobb meneteléséből is kivette részét a 90-es évek közepén. Az NBA-ben pályafutása alatt 11,6-os pontátlaga volt mérkőzésenként.

## Pályafutásának vége
2006 szeptemberében Kukoč bejelentette, hogy nem elégedett a szerződésével, ezért abbahagyja aktív pályafutását.

## Klubjai
- Jugoplastika/Pop 84 Split (1982-1991)
- Benetton Treviso (1991-1993)
- Chicago Bulls (1993-2000)
- Philadelphia 76ers (2000-2001)
- Atlanta Hawks (2001-2002)
- Milwaukee Bucks (2002-2006)

## Legjobb eredményei
- Olimpiai ezüstérmes (1988 Jugoszlávia, 1992 Horvátország)
- Világbajnok (1990 Jugoszlávia)
- Európa-bajnok (1991 Jugoszlávia)
- BEK-győztes (1989, 1990, 1991 Jugoplastika/Pop 84)
- Európa legjobb játékosa (1990, 1991, 1992)
- NBA-bajnok (1996, 1997, 1998 Chicago Bulls)
- A legjobb cserejátékos az NBA-ben (1996, 1997 Chicago Bulls)